# Zmizík

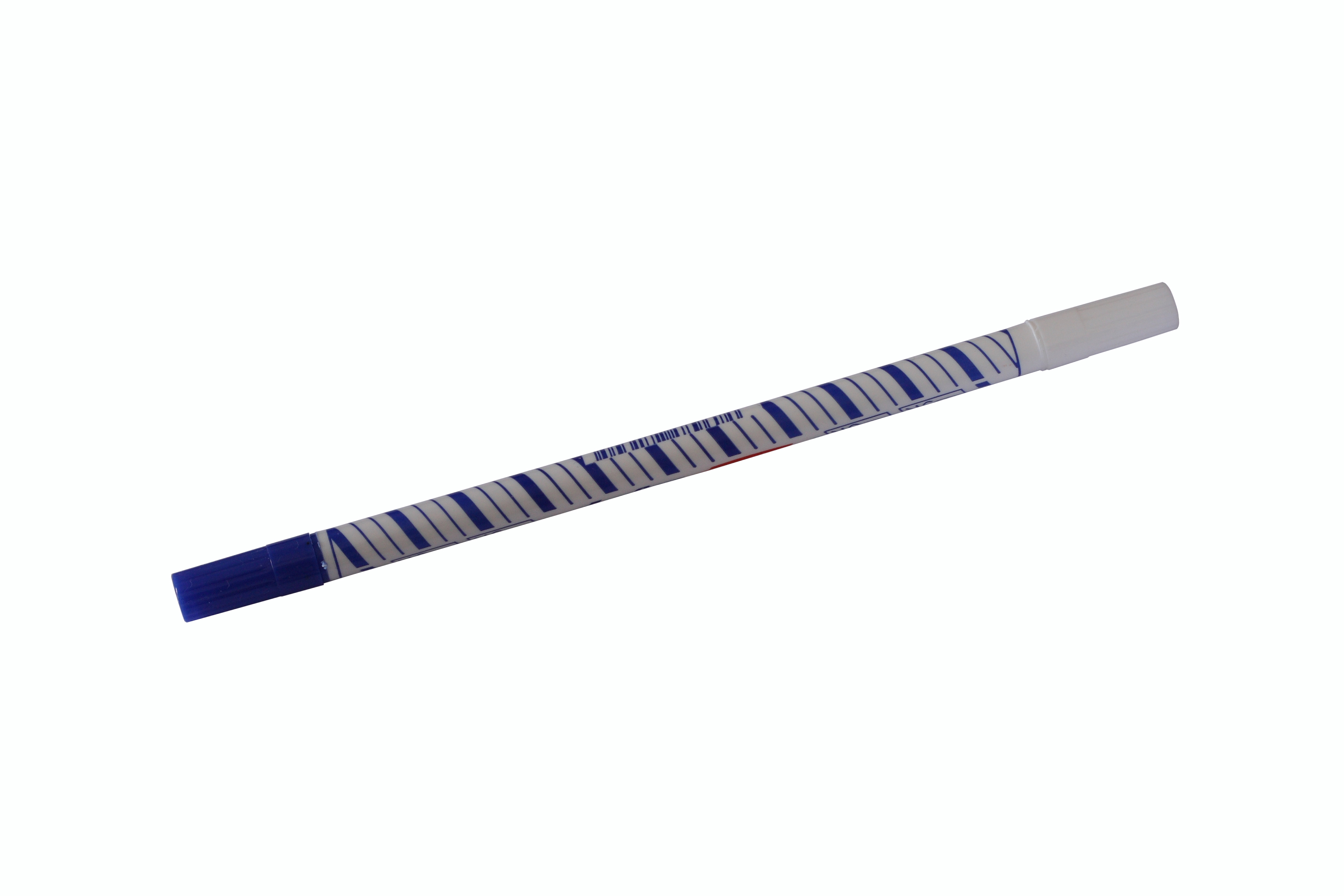
Zmizík

Zmizík je obchodní název[zdroj⁠?!] přípravku, který může modrý psací inkoust chemicky zbavit jeho barvy a písmo tak učinit neviditelným.

## Historie
Mazání inkoustem napsaného písma se dlouho dělalo mechanicky, vyškrabáváním, zejména na pergamenu. Na slabším papíru to bylo mnohem obtížnější. V 19. století se objevily mazací gumy s jemným brusným práškem a počátkem 20. století i chemické odstraňovače písma. Už ve 30. letech se rozšířil přípravek německé firmy Pelikan Tintenkiller a Tintentod.

## Popis
Inkousty jsou organická barviva, přičemž barvonosným prvkem bývají trifenylmetanové barvy. Působením například siřičitanu sodného (Na2SO3), hydrogensiřičitanu sodného a dalších podobných látek se naruší pohyblivost barvonosného elektronu a inkoust ztratí barvu. Písmo ovšem nezmizí a dá se opět vyvolat, například působením aldehydů nebo par kyseliny solné (HCl). Také působením horkého vzduchu se inkoust může opět zbarvit, obvykle do hněda, podobně jako samovolným stárnutím v průběhu let.